# Stag
Stag er i skibsterminologi betegnelsen for en line (typisk en stålwire) der afstiver masterne i skibets længderetning.
Betegnelsen bliver også brugt om en beslægtet anvendelse i konstruktionen af broer, de såkaldte skråstagsbroer, hvor skrå stag, som kan være indstøbt i beton, holder brodækket oppe.